# Ernest Langrogne
Pour les articles homonymes, voir Lamotte.
Ernest Jules Langrogne, né le 24 janvier 1886 à Chaumont (Haute-Marne) et mort le 25 juin 1967 à Neuilly-sur-Seine,, est un ingénieur des Mines et un chef d'entreprise qui assura la direction de Gaz de Paris.

## Bibliographie

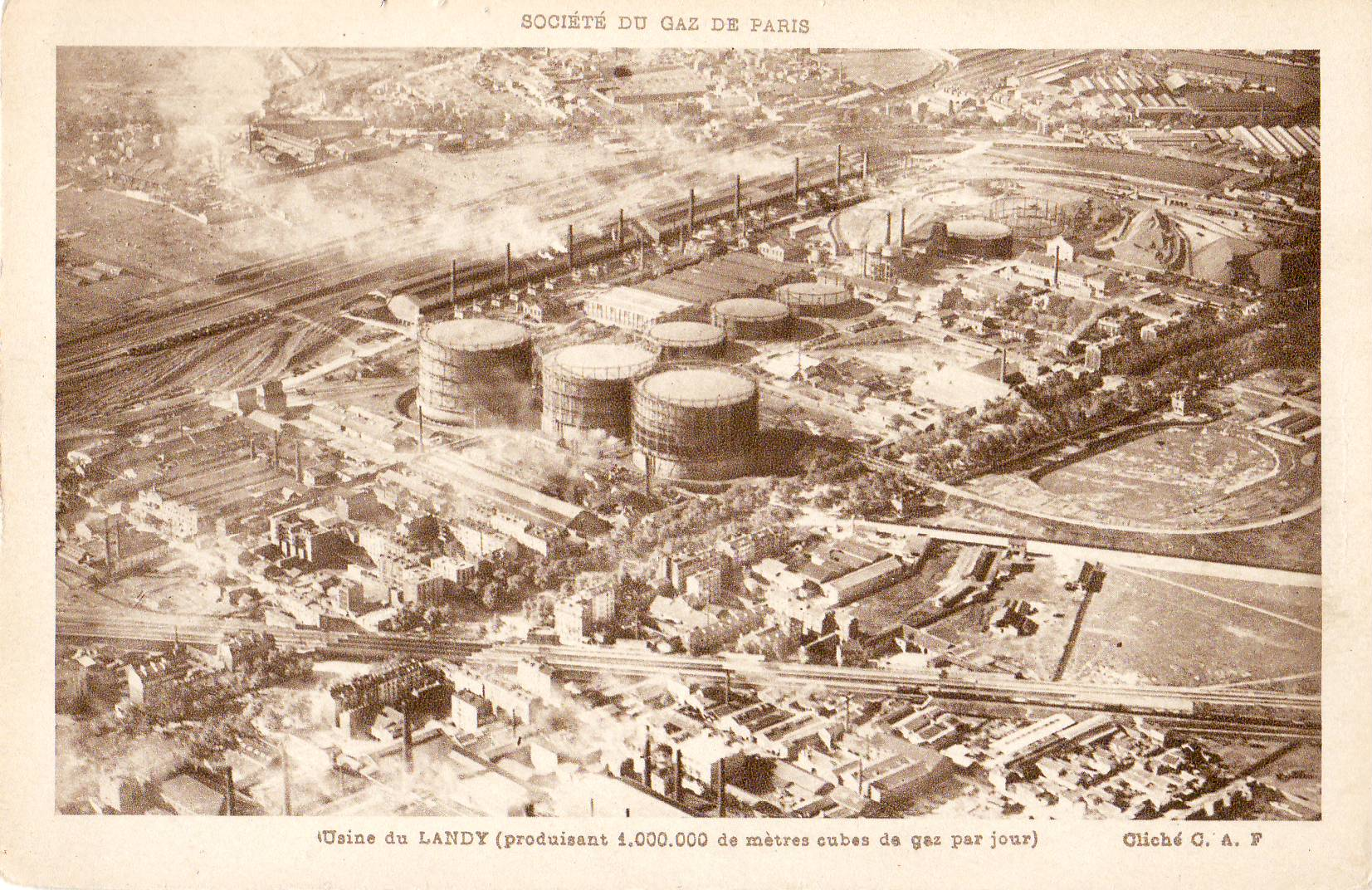
L'usine de la Plaine Saint-Denis appartenant à la société du Gaz de Paris, dans les années 1920.
Sur cet emplacement a été construit le Stade de France.

### Un ingénieur et un chef d'entreprise
Il fait ses études à l'École polytechnique et à l'École des Mines.
Il a reçu la Croix de guerre après la Première guerre mondiale et a été fait chevalier de la Légion d'honneur.
Il a exercé comme ingénieur et membre de conseil d'administration de sociétés à Rodez, Mets, Strasbourg et Paris.

### Condamné pour collaboration
En 1944, le comité de libération de l'entreprise Gaz de Paris, dont Langrogne est le dirigeant, découvre une caisse noire qui avait servi à financer la presse de la collaboration et payé quelques pots de vin. Une information judiciaire est alors ouverte.
En mai 1945, il fut condamné à la confiscation de ses biens et à l'indignité nationale pour faits de collaboration économique et politique,.